# Amalie Langbjerg Lachenmeier
Amalie Langbjerg Lachenmeier, född 28 augusti 1998, är en dansk volleybollspelare (libero). Hon spelar för Holte IF och Danmarks damlandslag.
Lachenmeier har spelat med Team Køge Volley (till säsongen 2016/2017) och Holte IF (sedan dess). Hon har blivit dansk mästare med Holte flera gånger samt deltagit i europeiskt cupspel. Hon blev utsedd till bästa center (en av två) i volleyligaen 2022/2023 och har under flera säsonger tillhört seriens mest framgångsrika blockare. Hon har spelat med landslaget både på junior- och seniornivå.